# Лука Більбія
Лука Білбія (1 червня 1989, Прієдор) — боснійський футбольний арбітр. Арбітр ФІФА та УЄФА з 2021 року. З 2018 року судить матчі Прем'єр-лізі.

## Суддівська кар'єра
19 травня 2018 року Більбія судив свій перший матч у Прем'єр-лізі Боснії. У матчі між Борац Баня-Лука і Слобода Тузла (2–0) арбітр двічі показав жовту картку.
У єврокубках він дебютував 15 липня 2021 року під час матчу між «Шльонск» (Вроцлав) — «Пайде Ліннамесконд» у рамках першого кваліфікаційного раунду Ліги конференцій Європи УЄФА. Гра закінчилася з рахунком 2–0, і арбітр показав двом гравцям жовті картки.
Свій перший міжнародний матч на рівні збірних команд відсудив 1 червня 2021 року, коли Хорватія зіграла внічию 1–1 проти Вірменії завдяки голу Івана Перішича та голу у відповідь Вбеймара Ангуло. Під час цього матчу Білбія показав жовту картку двом гравцям, розподіливши їх порівну між командами.
Лука Більбія судив на чемпіонаті Європи U-19 в Північної Ірландії у 2024 році.

## Міжнародні матчі
| Дата              | Місце                   | Матч                | Результат | Турнір             | ЖК | YK · YK · RK | RK |
| ----------------- | ----------------------- | ------------------- | --------- | ------------------ | -- | ------------ | -- |
| 1 червня 2021     | Велика Гориця, Хорватія | Хорватія — Вірменія | 1 — 1     | товариський        | 2  | 0            | 0  |
| 19 листопада 2024 | Аттард, Мальта          | Мальта — Андорра    | 0 — 0     | Ліга націй 2024/25 | 6  | 0            | 1  |